# USS Relief (1896)
«Реліф» (англ. USS Relief (1896) — шпитальне судно, що перебувало на озброєнні армії та військово-морських сил США на початку XX століття та Першої світової війни.
Судно «Реліф» закладено у 1894 році на верфі компанії Delaware River Iron Ship Building and Engine Works у Честері, як SS John Inglis, 1896 року судно спустили на воду. 1898 року судно увійшло до складу ВМС США.

## Історія служби
Допоміжне шпитальне судно армії США було побудовано в Честері, штат Пенсільванія, в 1896 році як цивільне пасажирське судно «Джон Інгліс». Вона була придбана армією в 1898 році і служила у складі флотського угруповання поблизу Куби під час іспано-американської війни. «Реліф», переобладнаний пасажирський лайнер, використовувався армією США як плавуча санітарне судно в ході цієї війни, а пізніше був переданий ВМС США. Після цього конфлікту «Реліф» діяв у Тихому океані, транспортував хворих і поранених з Філіппін до США.

Карта маршруту Великого Білого флоту (державні кордони на карті 2009 року)

У 1908 році «Реліф» включили до складу «Великого Білого флоту», який у 1907 році за наказом Президента США Т. Рузвельта за підтримки суден забезпечення здійснив навколосвітню подорож, продемонструвавши усьому світові зрослу міць та силу американського флоту. 17 грудня флот, до якого входили майже усі американські лінійні кораблі того часу. Флот виплив з Гемптон-Роудс і здійснив перехід на південь до Карибського басейну, а потім до Південної Америки, зупиняючись у Порт-оф-Спейн, Ріо-де-Жанейро, Пунта-Аренас та Вальпараїсо серед інших міст. Після прибуття до західного узбережжя Мексики в березні 1908 року флот провів три тижні, тренуючись у бойових стрільбах корабельної артилерії.
«Реліф» вийшов із затоки Сан-Франциско 22 березня 1908 року і зустрів флот у затоці Магдалена, Мексика, прийнявши пацієнтів на борт для повернення до Сан-Франциско. «Реліф» знову приєднався до флоту в Сан-Дієго і залишився з ним під час перетину Тихого океану. Співробітники шпитального судна забезпечували кваліфіковану медичну допомогу, лікування та консультації для більш ніж 14 000 офіцерів і солдатів Великого Білого Флоту до моменту його виходу в Олонгапо, Філіппіни, в листопаді 1908 року.
Отримавши наказ повернутися до західного узбережжя США, «Реліф» вийшов з Кавіте 14 листопада 1908 року, але зазнав серйозних пошкоджень під час тайфуну в ніч з 18 на 19 листопада. Повернувшись до Кавіте, шпитальне судно згодом було визнано непридатним для далеких походів і стало стаціонарним плавучим госпіталем і диспансером. «Реліф» продовжував працювати як плавучий госпіталь в Олонгапо, Філіппіни, протягом Першої світової війни, хоча 10 червня 1910 року був виведений з експлуатації. 11 квітня 1918 року його назву поміняли на Repose у зв'язку з прийняттям на озброєння новітнього шпитального судна «Реліф», побудованого на верфі ВМС у Філадельфії.